# Фелпс (Кентуккі)
Фелпс (англ. Phelps) — переписна місцевість (CDP) в США, в окрузі Пайк штату Кентуккі. Населення — 760 осіб (2020).

## Географія
Фелпс розташований за координатами 37°30′33″ пн. ш. 82°9′38″ зх. д. / 37.50917° пн. ш. 82.16056° зх. д. (37.509058, -82.160561).  За даними Бюро перепису населення США в 2010 році переписна місцевість мала площу 20,70 км², уся площа — суходіл.

## Демографія
Згідно з переписом 2010 року, у переписній місцевості мешкали 893 особи в 389 домогосподарствах у складі 263 родин. Густота населення становила 43 особи/км².  Було 465 помешкань (22/км²).
Расовий склад населення:
| - 99,1 % — білих - 0,2 % — корінних американців - 0,1 % — азіатів |

До двох чи більше рас належало 0,6 %. Частка іспаномовних становила 0,6 % від усіх жителів.
За віковим діапазоном населення розподілялося таким чином: 21,6 % — особи молодші 18 років, 63,8 % — особи у віці 18—64 років, 14,6 % — особи у віці 65 років та старші. Медіана віку мешканця становила 40,4 року. На 100 осіб жіночої статі у переписній місцевості припадало 94,6 чоловіків;  на 100 жінок у віці від 18 років та старших — 91,3 чоловіків також старших 18 років.
Середній дохід на одне домашнє господарство  становив 38 924 долари США (медіана — 27 216), а середній дохід на одну сім'ю — 53 972 долари (медіана — 35 132). За межею бідності перебувало 21,5 % осіб, у тому числі 18,0 % дітей у віці до 18 років та 6,9 % осіб у віці 65 років та старших.
Цивільне працевлаштоване населення становило 327 осіб. Основні галузі зайнятості: освіта, охорона здоров'я та соціальна допомога — 68,8 %, сільське господарство, лісництво, риболовля — 19,3 %, роздрібна торгівля — 5,2 %, будівництво — 4,3 %.